# Либија на Светском првенству у атлетици на отвореном 2009.
Либија је учествовала на Светском првенству у атлетици на отвореном 2009. одржаном у Берлину од 15—23. августа осми пут са двојицом атлетичара који су се такмичили у две дисциплине.
Представници Либије нису освојили ниједну медаљу али је такмичар у трци 400 метара оборио национални рекорд.

## Учесници
Мушкарци:
- Мохамед Хуаџа — 400 м
- Али Мабрук Ел Заиди — Маратон

## Резултати

### Мушкарци
| Атлетичар           | Дисциплина | Лични рекорд | Квалификације    | Квалификације | Полуфинале | Полуфинале | Финале               | Финале         | Детаљи |
| Атлетичар           | Дисциплина | Лични рекорд | Резултат         | Место         | Резултат   | Место      | Резултат             | Место          | Детаљи |
| ------------------- | ---------- | ------------ | ---------------- | ------------- | ---------- | ---------- | -------------------- | -------------- | ------ |
| Мохамед Ашур Хуаџа  | 400 м      | 45,77        | 45,56 кв, НР, ЛР | 5. у гр. 7    | 46,43      | 7. у гр. 1 | Није се квалификовао | 22 48/53       |        |
| Али Мабрук Ел Заиди | Маратон    | 2:13:33      |                  |               |            |            | Није стартовао       | Није стартовао |        |